# 東大作
東 大作（ひがし だいさく、1969年 - ）は、日本の国際政治学者である。

## 来歴
東京で生まれ、1993年に東北大学経済学部を卒業してNHKへ入社し、ディレクターとしてNHKスペシャル「我々はなぜ戦争をしたのか?ベトナム戦争・敵との対話」（放送文化基金賞）、「イラク復興　国連の苦闘」（世界国連記者協会・銀賞）などを企画・制作した。2004年に退職してブリティッシュコロンビア大学へ留学して大学院で国際関係論を専攻し、2012年に博士号を修得した。
2009年12月から、カブールの国連アフガニスタン支援ミッション国連政務官（和解再統合リームリーダー）として勤務し、2011年1月からは東京大学総合文化研究科准教授を務めた。2012年8月から2014年8月には、東大と外務省の人事交流により、国連日本政府代表部で和平調停、平和構築担当の公使参事官を務め、2014年8月に東京大学に復職した。
その後、2016年4月に上智大学に移籍し、現在は上智大学グローバル教育センター教授（上智大学国際関係研究所、人間の安全保障研究所を兼務）。2018年からは、外務大臣の委嘱による公務派遣や、国連コンサルタントとして、イラクや南スーダン、アフガニスタンなどに度々訪問し、現地の副大統領や閣僚等と平和構築に向けた対話を行いながら、紛争国やニューヨークの国連本部、ジュネーブ、中東やアフリカ各地での講演やメディア出演等を続けている。また、日本でもNHK日曜討論やクローズアップ現代、視点論点、国際報道、民放の情報番組などに多く出演している。

## 著書
- 『ウクライナ戦争をどう終わらせるか～和平調停の限界と可能性』（岩波新書　2023) [3]
- "Inclusivity in Mediation and Peacebuilding: UN, Neighboring States, and Global Powers" (Edward Elgar 2022)[4]
- 『内戦と和平ー現代戦争をどう終わらせるか』[5](中公新書　2020）
- 『人間の安全保障と平和構築』[6]　（日本評論社　2017）
- "Challenges of Constructing Legitimacy in Peacebuilding: Afghanistan, Iraq, Sierra Leone, and East Timor" (Routledge 2015)[7]
- 『平和構築 アフガン、東ティモールの現場から』　（岩波新書 2009)[8]
- 『犯罪被害者の声が聞こえますか』[9]　（講談社 2006　のち新潮文庫 2008)
- 『我々はなぜ戦争をしたのか 米国・ベトナム敵との対話』[10](岩波書店 2000　のち平凡社ライブラリー2010)
- 『縛らぬ介護』[11](葦書房 2001)